# Cayaponia guianensis
Cayaponia guianensis är en gurkväxtart som beskrevs av Charles Jeffrey. Cayaponia guianensis ingår i släktet Cayaponia och familjen gurkväxter. Inga underarter finns listade i Catalogue of Life.